# Тюмень (Северный Кавказ)

Северо-Восточный Кавказ в XV—XVI веках. Отмечен город Тюмень (Tumenscko). Фрагмент карты Г. Герритса на основе карты Фёдора II Годунова (Амстердам, 1613 год).

Тюмень, Тюменский (иногда Великая Тюмень) — город на Северном Кавказе в XV—XVI веках, основан тюркской народностью тюменов (старорусск. терские татары, тюменские татары). Располагался в дельте Терека, на исчезнувшей ныне реке-протоке Тюменке (совр. Северный Дагестан, Кизлярский район).
Тюмень являлась главным городом Тюменского владения и крупным населённым пунктом своего времени в степной зоне восточного Предкавказья. Во 2-й половине XVI века был разрушен речными половодьями.

## Местоположение
Точное местоположение Тюмени на сегодняшний день не установлено, известно только, что она находилась в дельте реки Терек, вероятно, в устье реки-протоки Тюменки. Примерно локализовать Тюмень позволяют некоторые редкие источники, сообщающие об этом городе, а также источники по Терскому городу, который был построен на её месте, либо где-то поблизости. Расположение Терского города также точно не известно — в статье ЭСБЕ о нём сообщается, что город находился на левобережье русла Старого Терека к северо-востоку от Кизляра. Однако, несмотря на примерно верные ориентиры, в ЭСБЕ привязка к географическим объектам была осуществлена несколько позже, так как Кизляр возник после постройки Терков, а русла так называемого Старого Терека в XVII веке не существовало.
Город Тюмень известен по редким упоминаниям в различных документах XV—XVI веков, а также в описаниях исследователей и путешественников того периода. Упоминание Тюмени и указание расстояний от неё до ближайших городов и рек имеется в «Книге Большому Чертежу» — описание карты Русского и соседних государств периода конца XVI — начала XVII веков:

«А на усть реки Тюменки, город Тюменской; а ниже города Тюмени протока река Терек, пала река Терек от Тюмени в Хвалимское море [Каспийское море] 30 верст.» (л. 67 об.; текст согласно списку № 1330)

«А от Тюменского города до Астарахани 500 верст.» (л. 64 об.; текст согласно списку № 1330)

«От Тюменского города к Астрахани до верху Тереузяк, морские проливы, 250 верст.» (л. 68 об.)

«От Великие Тюмени река Яик вытекла за 250 верст.» (л. 70)

«А от усть Быстрые до города до Тюменского 120 верст; а вверх рекою Терком до острогу 220 верст; а от острогу вверх по Терку до усть реки Белыя до Пятигорских Черкас 100 верст.» (л. 163 об.)
— «Книга Большому Чертежу» (1627 год)

## История
Во 2-й половине XVI века поселение-крепость Тюмень была разрушена речными половодьями. На его месте в 1588—1589 годах Русским царством (правительством Фёдора I Иоанновича) построен Терский город, изначально называвшийся «Тюменским острогом».